# جون فرازير (لاعب كرة قدم)
جون فرازير (بالإنجليزية: John Fraser)‏ (12 يوليو 1953 في المملكة المتحدة - ) هو لاعب كرة قدم بريطاني في مركز الظهير. لعب مع نادي برينتفورد ونادي فولهام وأكسفورد سيتي.